# I Just Want You
I Just Want You è un singolo di Ozzy Osbourne, pubblicato nel giugno 1996 come terzo estratto dall'album in studio Ozzmosis.

## Formazione
- Ozzy Osbourne – voce
- Zakk Wylde – chitarra
- Geezer Butler - basso
- Rick Wakeman – tastiera
- Randy Castillo – batteria